# Ichák Sum
Ichák Sum (héberül: יצחק שום; 1948. szeptember 1. –)  izraeli válogatott labdarúgó, edző.

## Pályafutása

### Klubcsapatban
1966 és 1983 között a Hapóél Kfar Szaba játékosa volt. 455 mérkőzésen lépett pályára és 71 gólt szerzett.

### A válogatottban
1969 és 1981 között 78 alkalommal szerepelt az izraeli válogatottban és 10 gólt szerzett. Részt vett az 1968. és az 1976. évi nyári olimpiai játékokon, illetve az 1970-es világbajnokságon.

## Sikerei

### Játékosként
Hapóél Kfar Szaba
- Izraeli bajnok (1): 1981–82
- Izraeli kupa (2): 1974–75, 1979–80

### Edzőként
Bétár Jerusálajim
- Izraeli bajnok (1): 2007–08
- Izraeli kupa (1): 2005–06

Panathinaikósz
- Görög bajnok (1): 2003–04
- Görög kupa (1): 2003–04

## Külső hivatkozások
- Ichák Sum adatlapja a National-Football-Teams.com oldalon (angolul)

- Ichák Sum profilja az Olympedia oldalán (angolul)